# Kožljani
Kožljani is een plaats in de gemeente Barban in de Kroatische provincie Istrië. De plaats telt 72 inwoners (2001).